# Курдюмов Микола Васильович
Мико́ла Васи́льович Курдю́мов (1885— 19 вересня 1917) — український ентомолог, спеціаліст із сільськогосподарської ентомології, один із засновників цієї галузі в Україні

## Біографія
Микола Васильович Курдюмов народився 1885 року і походив з дворянського роду Курської губернії.
Ставши студентом агрономічного відділення Київського політехнічного інституту, він на запрошення ентомолога І. В. Ємельянова влітку 1907 року проходив практику у Харківській губернії на посаді «тимчасового ентомолога». Його завданням було вивчення метеликів, що шкодять плодовим садам — білана жилкуватого та золотогуза. Одночасно він, за власною ініціативою, досліджував шкідників місцевих полів, зокрема озимої совки. Біологія останньої стала темою його роботи і влітку наступного року. Результати цих ґрунтовних досліджень вийшли друком у вигляді окремої брошури. Дипломна робота, створена на її основі, одержала надзвичайно високу оцінку в університеті.
Це надало М. Курдюмову можливість після закінчення університетського курсу (1909) відвідати ентомологічні установи США. Понад місяць він провів у Огайо, вивчаючи організацію дослідної справи і реалізацію конкретних проектів. Особливо його зацікавило завезення з Європи паразитичних комах для боротьби із адвентивними для Північної Америки шкідниками — золотогузом та непарним шовкопрядом. Курдюмова прийняли кореспондентом-співробітником Вашингтонського ентомологічного бюро. Згодом за дорученням останнього він надсилав з Росії американським колегам комах — паразитів сільськогосподарських шкідників.
Після повернення до Росії Курдюмов очолив новостворений відділ ентомології Полтавської сільськогосподарської дослідної станції. Він доклав чимало зусиль для організації її роботи та облаштування. За його клопотанням на станції збудували інсектарій, вегетаційний будиночок, виготовили шостикамерний термостат конструкції Курдюмова.
На початку 1914 р. Миколу Васильовича відрядили до Західної Європи. Він відвідав наукові установи скандинавських країн, Франції, Угорщини тощо. Він вивчав колекції перетинчастокрилих комах у Відні та Британському музеї.
Відразу після початку Першої світової війни він добровольцем пішов на фронт. Навіть тут він знаходив час для ентомологічних спостережень, результати яких надсилав для обробки до Полтави  О. В. Знаменськом. З його листів видно, що він цікавився підсумками 2-го Всеросійського з'їзду ентомологів і міркував щодо подальшого розвитку ентомології у країні.
Згодом він полишив стрій і став служити у громадській організації — Всеросійській земській спілці допомоги хворим та пораненим воїнам. У вільний час він займався ентомологією. Одержані результати він надсилав до Полтави О. Знаменському та публікував.
7 вересня 1917 р. М. В. Курдюмов помер (ймовірно — у Мінську.

## Наукова діяльність
Основні дослідження М. В. Курдюмова присвячені біології комах, що завдають шкоди польовим, городнім та садовим сільськогосподарським культурам. Серед об'єктів його вивчення — попелиці, трипси, злакові пильщики, шведська муха, листоїди, довгоносики, напівтвердокрилі. Спираючись на результати спостережень та дослідів, Микола Васильович розробляв способи контролювання їх чисельності та зниження збитків від їх діяльності. Наприклад, він встановив, що личинки евритоміди Bruchophagus gibbus живляться насінням конюшини, а не є паразитами довгоносиків з роду Apion як вважалося до того. М. Курдюмов обґрунтував нові для того часу методи контролю чисельності комах — комплекси агротехнічних заходів та використання паразитичних комах (так званий, біометод), включаючи їх штучне розведення. Він розробив низку оригінальних пристроїв для спостереження за комахами. Для досліджень М. Курдюмова характерна глибина вивчення. Зокрема, він досліджував анатомію комах, описував нові для науки таксони. Загалом, у творчому доробку науковця — 44 публікації з різних аспектів ентомології.
Микола Васильович зібрав величезну ентомологічну колекцію (понад 30 000 комах та пошкоджених ними рослин) і величезну бібліотеку наукової літератури (понад 3000 томів), значну частину якої складали праці, опубліковані в Західній Європі та Північній Америці. Колекція зберігається у полтавському Музеї історії дослідного поля.
М. Курдюмов був членом товариства дослідників природи при Харківському університеті (1907), Київського товариства любителів природи (1908), Полтавського сільськогосподарського товариства (1910), Американської асоціації прикладних ентомологів та Товариства діячів прикладної ентомології.
На честь вченого названо низку видів перетинчастокрилих, трипсів, попелиць. У 2011 р. на базі кафедри екології і ботаніки Полтавської державної аграрної академії відбулася наукова конференція «Курдюмівські читання». До 100-річчя смерті науковця опублікована стаття, присвячена його пам'яті.